# 요한 스벤젠

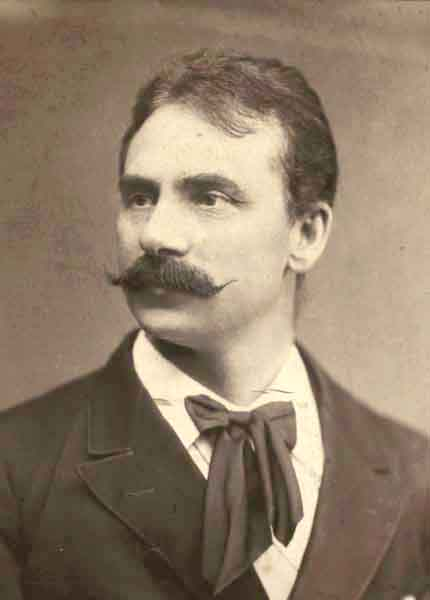
요한 스벤젠

요한 세베린 스벤젠(Johan Severin Svendsen, 1840년 9월 30일~1911년 6월 14일)은 노르웨이의 작곡가이자 지휘자이다. 크리스티아니아(지금의 오슬로)에서 태어나 독일의 라이프치히로 유학을 떠났다가 돌아온 1867년(27세)에 교향곡 제1번을 발표하여 작곡가로 등장하였지만 노르웨이의 악단은 그에게 호의적이지 않았다. 그리하여 파리를 거쳐 다시 라이프치히로 가서 독일을 중심으로 활약하며 리스트와 바그너 등과 교류하였다. 1877년 크리스티아니아로 돌아와 음악협회의 지휘자가 되었으나 최종적으로는(1883년부터) 코펜하겐에 정주하며 덴마크의 왕립극장 지휘자가 되었다. 그의 교향곡·관현악곡·협주곡 등은 관현악 색채가 선명한 낭만적 민족주의 음악이지만 스칸디나비아 이외의 국가에서는 그다지 알려져있지 않다. 그러나 지휘자로서 카를 닐센 등의 소개와 보급에 이바지한 것 등 근대 스칸디나비아 음악의 발전에 힘쓴 공적은 크다.